# Parafia św. Jana Chrzciciela w Białej
Parafia św. Jana Chrzciciela w Białej – parafia rzymskokatolicka, znajdująca się w archidiecezji częstochowskiej, w dekanacie Pajęczno.